# Blackness Castle

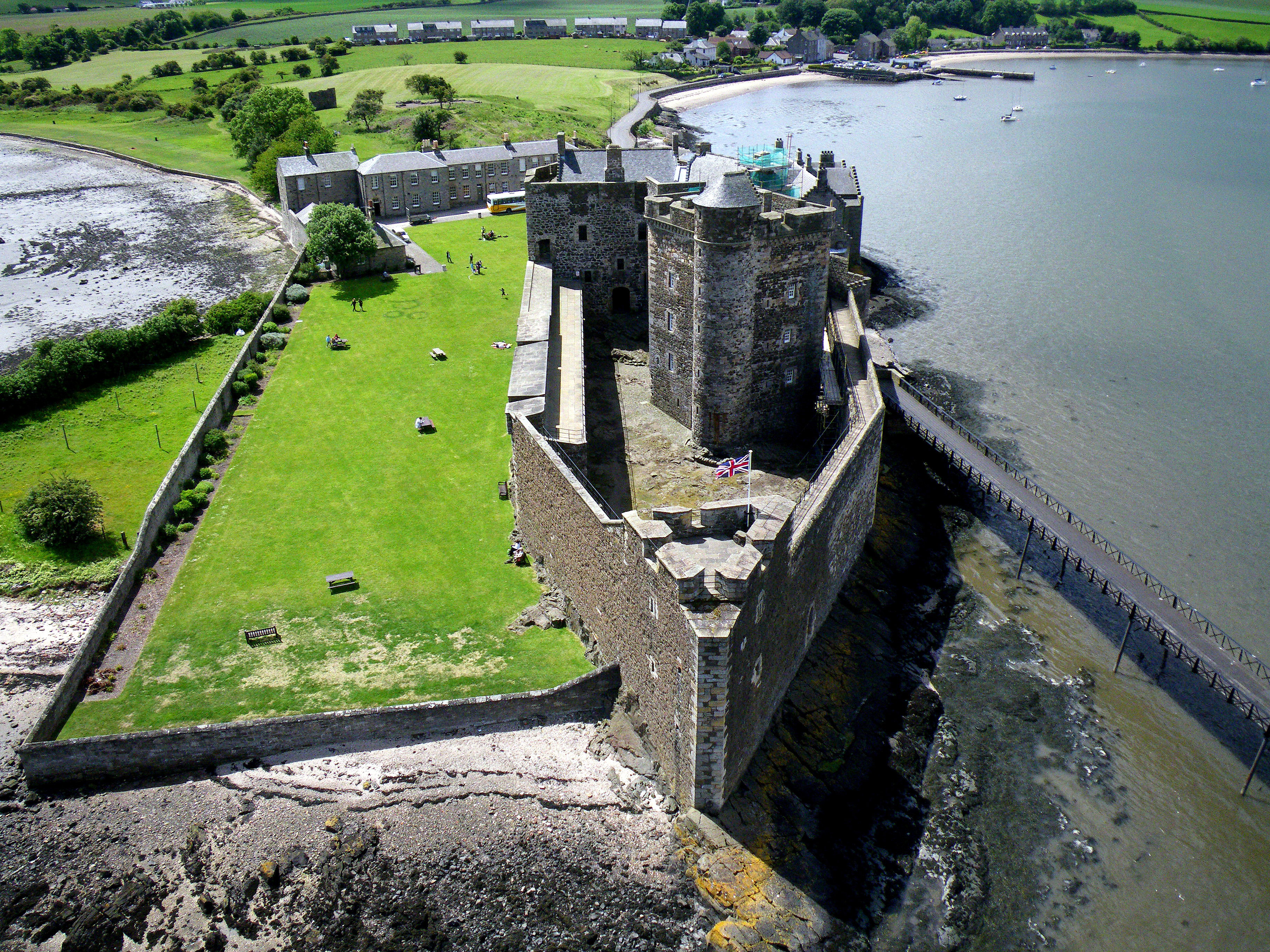
Blackness Castle von der Seeseite aus gesehen

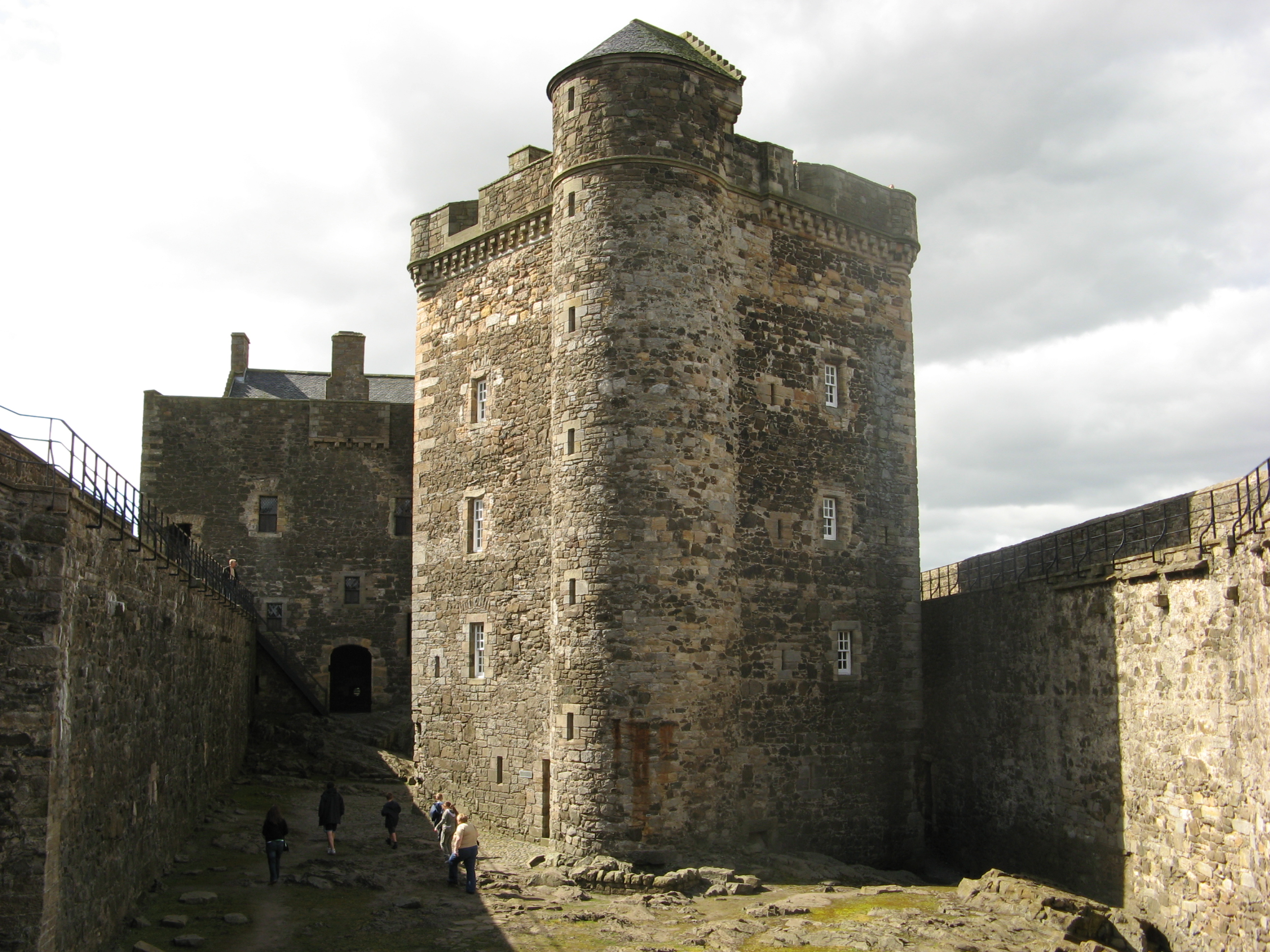
Mittlerer Turm

Blackness Castle ist eine Burg nahe der schottischen Ortschaft Blackness in der Council Area Falkirk. 1971 wurde das Bauwerk in die schottischen Denkmallisten in der höchsten Kategorie A aufgenommen. Des Weiteren ist das Bauwerk als Scheduled Monument klassifiziert. 2019 wurde Blackness Castle von rund 79.000 Personen besucht. 2024 betrug die Besucherzahl etwa 77.000 Personen.

## Geschichte
Die Burg wurde im 15. Jahrhundert, wahrscheinlich um 1440, durch den Clan Crichton erbaut, der zu dieser Zeit zu den stärksten Clans der Region zählte. Bereits im Jahre 1453 schenkte George Crichton Blackness Castle dem schottischen König Jakob II., der es als Truppenstützpunkt nutzte. Aus Furcht vor einem militärischen Konflikt mit dem englischen König Heinrich VIII. ließ Jakob V. die Burg zwischen 1537 und 1543 zu einer Festungsanlage ausbauen. Die Arbeiten leitete James Hamilton of Finnart, der eine der wehrhaftesten Festungen in Schottland erschuf.
Der befürchtete Krieg brach kurz nach Abschluss der Arbeiten aus und Blackness Castle sah sich landseitigem Kanonenbeschuss ausgesetzt. Im Laufe des folgenden Jahrhunderts wurde die Burg mehrfach angegriffen und belagert, hielt jedoch stets stand. Erst Oliver Cromwells Truppen konnten Blackness Castle im Jahre 1650 einnehmen. Die resultierenden Beschädigungen sind bis heute erhalten. Im Treaty of Union 1707 ist Blackness Castle als eine von vier Burgen aufgeführt, die weiterhin in Schottland unterhalten werden sollten. Bis in das 20. Jahrhundert wurde die Burg noch genutzt und diente zuletzt ab 1870 als Munitionsdepot. Zu Zeiten des Ersten Weltkriegs wurden dort noch einmal kurzzeitig Truppen stationiert und Blackness Castle anschließend dekommissioniert, in die Obhut der Denkmalpflege übergeben und zur Touristenattraktion ausgebaut.
Blackness Castle diente nicht nur militärischen Zwecken. Über einen langen Zeitraum wurde es auch als Gefängnis für Gegner der Krone genutzt. Zu den Insassen von Blackness Castle zählte auch David Beaton, Kardinal und Erzbischof von Saint Andrews. Später waren dort zahlreiche Covenanters und schließlich im 18. Jahrhundert Kriegsgefangene aus den Kriegen gegen Spanien, Frankreich und die Vereinigten Staaten inhaftiert.

## Beschreibung

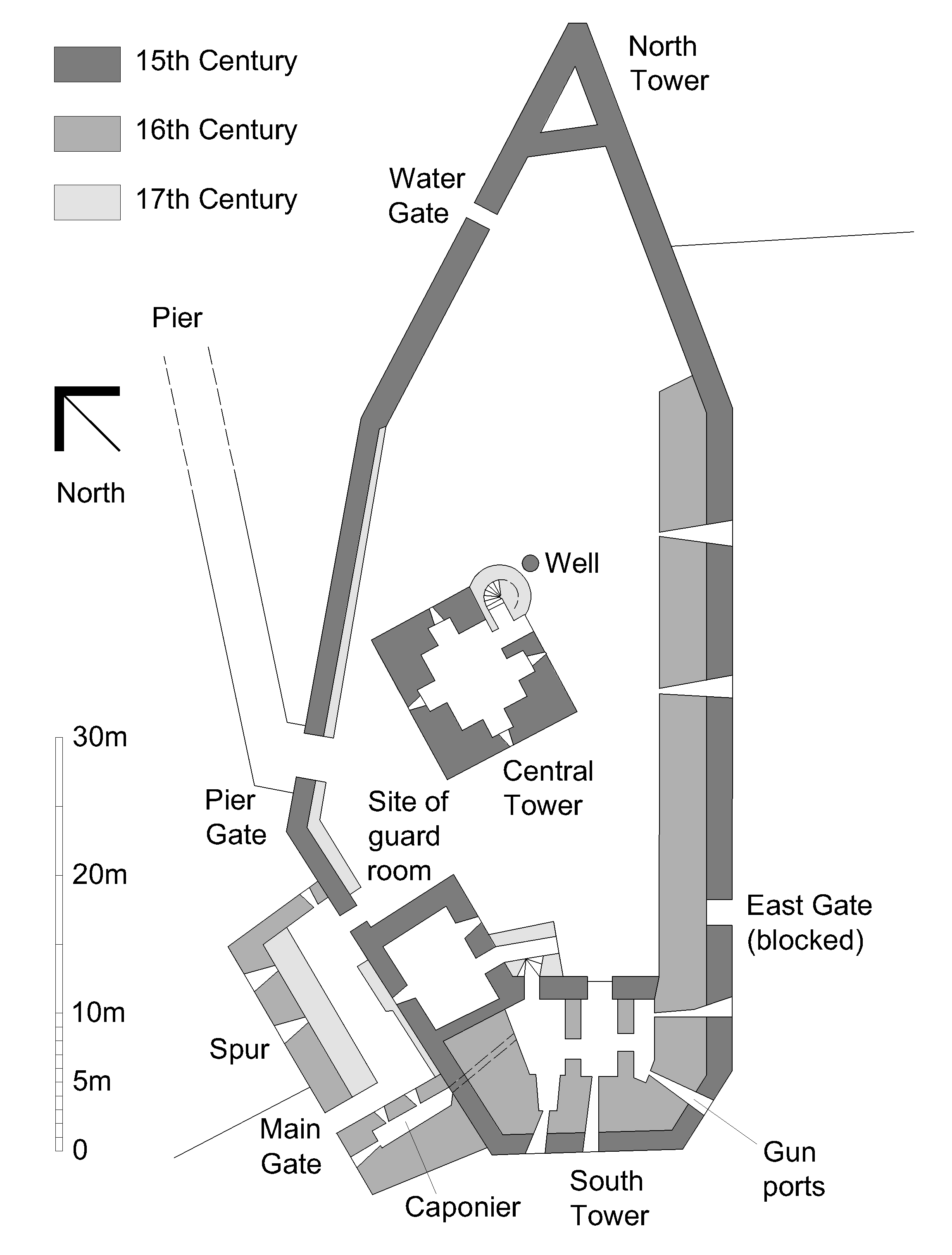
Grundriss von Blackness Castle

Blackness Castle liegt an der Spitze einer engen, felsigen Landzunge in den Firth of Forth nahe der Ortschaft Blackness an der Ostgrenze von Falkirk. Die Befestigungsmauer zeichnet grob die Umrisse eines Schiffes nach, wobei der „Bug“ nach Nordosten und das „Heck“ zum Land hin weist. Hierauf ist auch der Beiname „Das Schiff, das niemals segelte“ zurückzuführen. Insgesamt ragen drei bis zu vierstöckige Türme auf, die umgangssprachlich auch als „Maste“ bezeichnet werden.